# Озерна (станція)
Озе́рна — проміжна залізнична станція Тернопільської дирекції Львівської залізниці на електрифікованій лінії Тернопіль — Львів між станціями Глибочок-Великий (16 км) та Зборів (17 км). Розташована біля села Озерна Тернопільського району Тернопільської області.

## Історія
Станція відкрита 28 грудня 1870 року, одночасно з відкриттям руху поїздів лінією Красне — Тернопіль.
У 1997 році станція електрифікована змінним струмом (~25 кВ) в складі дільниці Золочів — Тернопіль.

## Пасажирське сполучення
На станції зупиняються приміські електропоїзди напрямку Львів — Красне — Здолбунів — Рівне.